# Eulogio Zudaire
Eulogio Zudaire Huarte (Iturgoyen, Navarra, 21 de enero de 1915 - 2 de enero de 1991) fue un religioso capuchino e historiador español.

## Biografía
Nacido en Iturgoyen, en el valle de Guesálaz, el 21 de enero de 1915 era hijo de Urbano y Teodora, que tuvieron varios hijos más, varios de ellos también religiosos. Realizó sus primeros estudios en Eraul y Lezáun, entre 1921 y 1926. Su padre, maestro de escuela, ejerció en estos pueblos. 
En 1926 ingresa como capuchino en Alsasua, realizando al mismo tiempo sus estudios secundarios. En agosto de 1931 se traslada al noviciado en Sangüesa donde realiza sus votos temporales el 15 de agosto de 1932, tomando como nombre religioso el de Crisanto de Iturgoyen. De 1932 a 1935 estudia filosofía en Fuenterrabía, y, desde 1935, teología en Pamplona. Cuando en 1936 estalla la guerra civil española, se incorpora a filas prestando su servicio como sanitario en el hospital de sangre instalado en el Colegio de Lecároz. Ello le permitió seguir estudiando sin perder ningún curso. 
Le ordenó sacerdote en Pamplona el 9 de abril de 1939 el obispo capuchino Joaquín Olaiz Zabalza, que había sido vicario apostólico de Guam. Es destinado en junio de 1939 al Colegio de Lecároz, donde permanecería toda su vida ejerciendo como profesor, salvo algunos periodos dedicados a sus estudios e investigaciones. Atendiendo a las necesidades del colegio obtiene en 1942 el diploma en la especialidad de Teneduría de Libros tras realizar por correspondencia los cursos de Comercio en San Sebastián. En 1943 obtiene el título de bachiller por la Universidad de Sevilla, el título de profesor de mercantil, en 1944, en la Escuela de Altos Estudios Mercantiles de Barcelona.
Posteriormente estudió en la Universidad de Barcelona, donde se graduó en Historia Moderna en 1948. En 1958 presentó su tesis doctoral, que será publicada años más tarde con el título El Conde Duque y Cataluña. Fue miembro la Real Academia de Historia (en 1978) y miembro honorario del Instituto Nacional de Estudios Históricos Tupac Amaru de Perú (1984). En 1982 el gobierno español le condecoró con la Orden de Alfonso X el Sabio.

## Obras
De entre sus numerosas publicaciones, cabe destacar las siguientes:

### Libros
- El Conde-Duque y Cataluña. Madrid, 1964. Consejo Superior de Investigaciones Científicas.
- Don Agustín de Jáuregui y Aldecoa, Presidente, Gobernador y Capitán General del Reino de Chile. I. Pamplona, 1978. Institución Príncipe de Viana.
- Don Agustín de Jáuregui y Aldecoa, Virrey interino del Perú. II. Pamplona, 1979. Institución Príncipe de Viana.
- Lecároz. Colegio "Nuestra Señora del Buen Consejo" (1888-1988). Burlada, 1989. I. G. Castuera.
- Monasterio de Urdax. Navarra. Temas de Cultura Popular, n.º 122. Pamplona, 1971. Diputación Foral de Navarra.
- Teobaldo I, Rey Trovador. Navarra. Temas de Cultura Popular, n.º 155. Pamplona, 1973. Diputación Foral de Navarra.
- Valle de Baztán. Navarra. Temas de Cultura Popular, n.º 195. Pamplona, 1974. Diputación Foral de Navarra.
- Pedro Mendinueta y Muzquiz, virrey de Nueva Granada. Navarra. Temas de Cultura Popular, n.º 233. Pamplona, 1975. Diputación Foral de Navarra.
- Ezpeleta y Galdeano: virrey a tres bandas. Navarra. Temas de Cultura Popular, n.º 305. Pamplona, 1978. Diputación Foral de Navarra.

### Artículos
- Facerías de la cuenca Baztán-Bidasoa. Príncipe de Viana 106-107, 1967, p 97-126.
- Monasterio Premostratense de Urdax. Analecta Praemonstratensia 48, 1973, p. 5-40.
- Juan Martín de Sarratea y Goyeneche, Superintendente de la Casa de Moneda de Santa Fe (Nuevo Reino de Granada). Príncipe de Viana 142-143, 1976, p. 239-293.
- Ferrerias del Real Monasterio de Urdax. Cuadernos de Etnología y Etnografía de Navarra 11, 1979, p. 125-177.
- Quitamiento de dote en razón de matrimonio (Valle de Baztán). Cuadernos de Etnología y Etnografía de Navarra 11, 1979, p. 249-276.
- Ordenanzas baztanesas. Cuadernos de Etnología y Etnografía de Navarra 34, 1980, p. 5-70.
- El capitán Pedro de Ursúa, señor de Ursúa. Príncipe de Viana 158-159, 1980, p 141-160.
- Últimas peripecias de los premostratenses de Urdax. Analecta Praemonstratensia 61, 1985, p. 64-106.
- Oro baztanés para el Alcayde de la Ciudadela. Príncipe de Viana 188, 1989, p 571-578.